# Leycesteria crocothyrsos
Leycesteria crocothyrsos là một loài thực vật có hoa trong họ Kim ngân. Loài này được Airy Shaw mô tả khoa học đầu tiên năm 1927.